# Wilhelm Tell (operă)
Wilhelm Tell (în franceză Guillaume Tell, în italiană Gugliemo Tell) este o operă în 4 acte de Gioachino Rossini după un libret de Etienne de Jouy și Hippolyte Bis, bazat pe piesa de teatru omonimă de Friedrich Schiller. A fost ultima operă compusă de Gioachino Rossini. În prezent, opera este cunoscută mai ales prin uvertura ei.
Premiera operei (prezentată în limba franceză) a avut loc la Paris în ziua de 3 august 1829.
Durata operei: cca 4 ore.
Locul și perioada de desfășurare a acțiunii: Elveția centrală, la începutul secolului al XIV-lea.

## Personajele principale
- Wilhelm Tell (bariton)
- Arnold (tenor)
- Mathilde (soprană)
- Walther (bas)
- Melchthal (bas)
- Gemmy (soprană)
- Hedwig (alto)
- Leuthold (bas)
- Gessler (bas)
- Rodolf (tenor)